# Smartavia
Smartavia (СМАРТАВИА), anciennement Nordavia (ou encore Aeroflot-Nord avant 2009) est une compagnie aérienne russe établie à Arkhangelsk (aéroport Talagi), dans le nord de la Russie. Elle opère principalement sur les vols intérieurs et régionaux.
Créée en 1963, elle est, depuis 2004, une filiale de la compagnie nationale Aeroflot qui en détient 51 %. Smartavia propose 33 destinations et dispose d'une flotte d'une quinzaine  d'appareils, parmi lesquels 3 Airbus A320neo, 3 Boeing 737-700 et 9 Boeing 737-800.
La compagnie figure depuis 2022 sur la liste des compagnies aériennes interdites d'exploitation dans l'Union européenne.

## Histoire

### Avant 2004
La compagnie est créée en 1963 en tant qu'Arkhangelsk United Aviation Squadron (en russe : Архангельский объединенный авиационный отряд). Elle change de nom pour devenir AVL Arkhangelsk Airlines (Архангельские воздушные линии) en 1991

### Arrivée d'Aeroflot

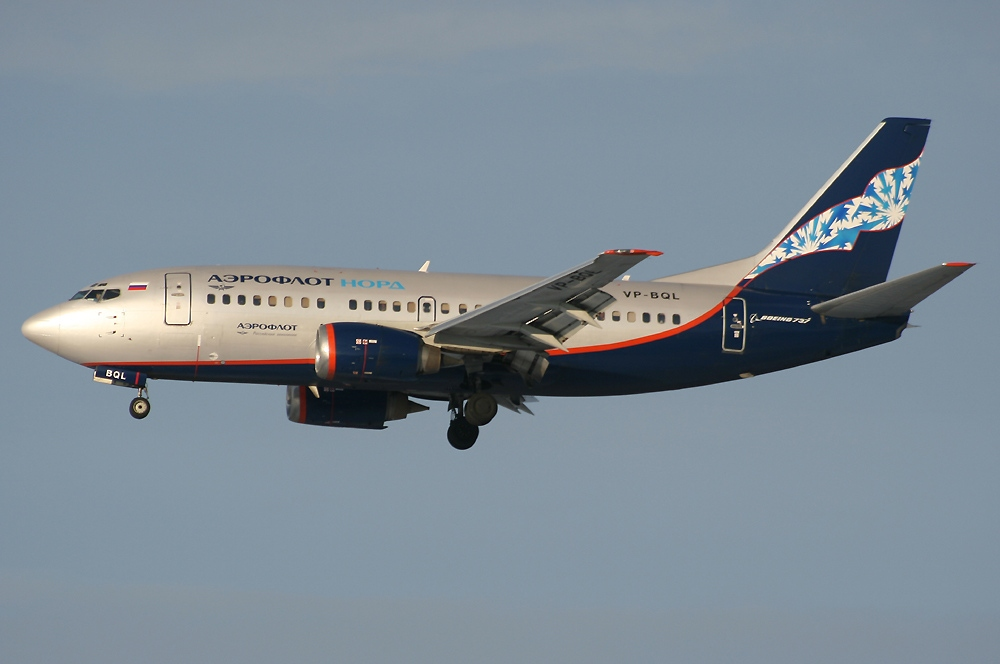

En août 2004, Aeroflot achète 51% de la compagnie, les 49% restants sont détenus par Aviainvest. Elle est alors renommée en Aeroflot-Nord. 

### Vols en tant que Nordavia

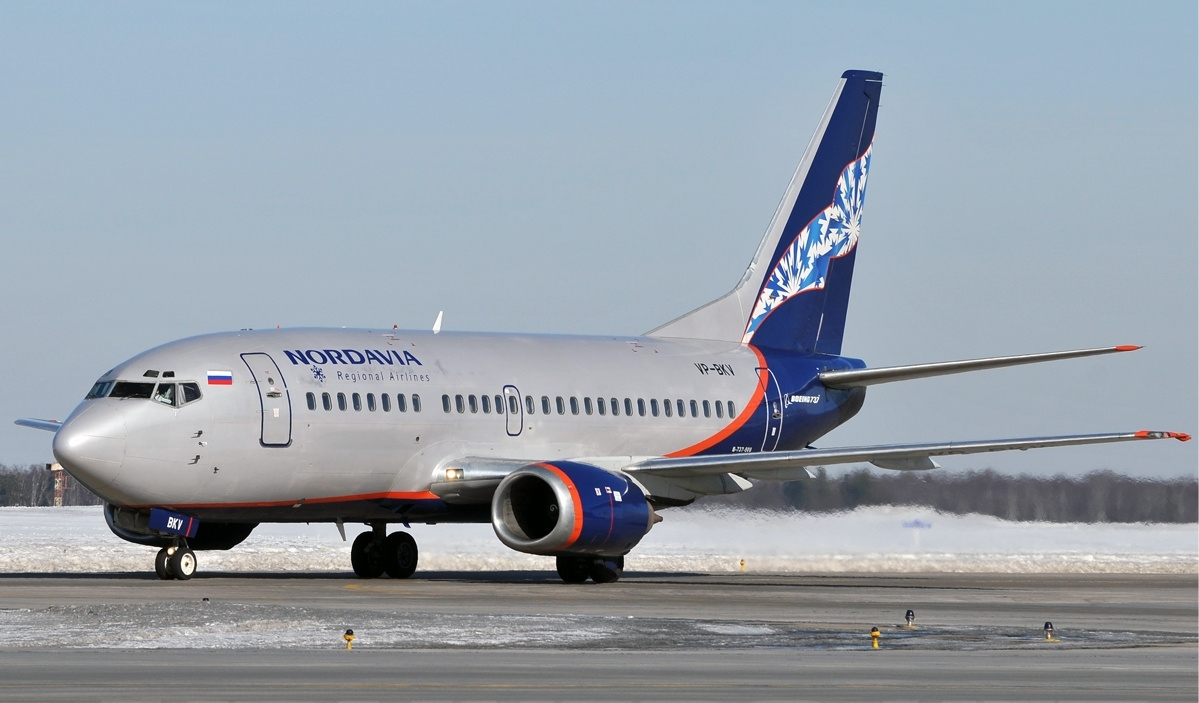

En mars 2011, Aeroflot a vendu la compagnie à Norilsk Nickel pour une somme estimée de 7 millions USD, à la suite de l'accident du vol 821, survenue en septembre 2008, et des problèmes de finance, et a été renommée Nordavia. En mars 2016, la compagnie a été revendue à Sergey Kuznetsov qui possédait déjà la compagnie aérienne Red Wings Airlines.

### Vols en tant que Smartavia
Le 10 mars 2019 la compagnie a été renommée Smartavia afin d'effectuer un changement de marque. 
Depuis 2022, la compagnie figure sur la liste des compagnies aériennes interdites d'exploitation dans l'Union européenne. 

## Flotte

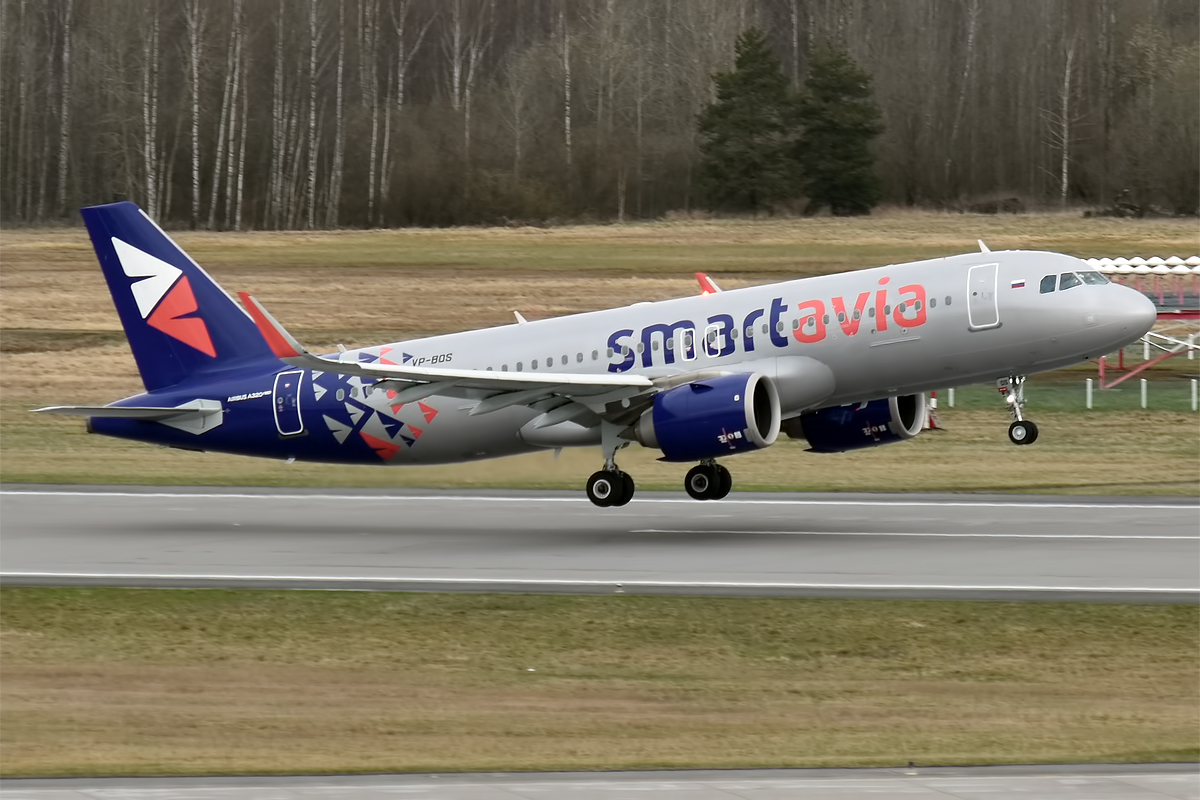
Airbus A320-251N de Smartavia, VP-BOS

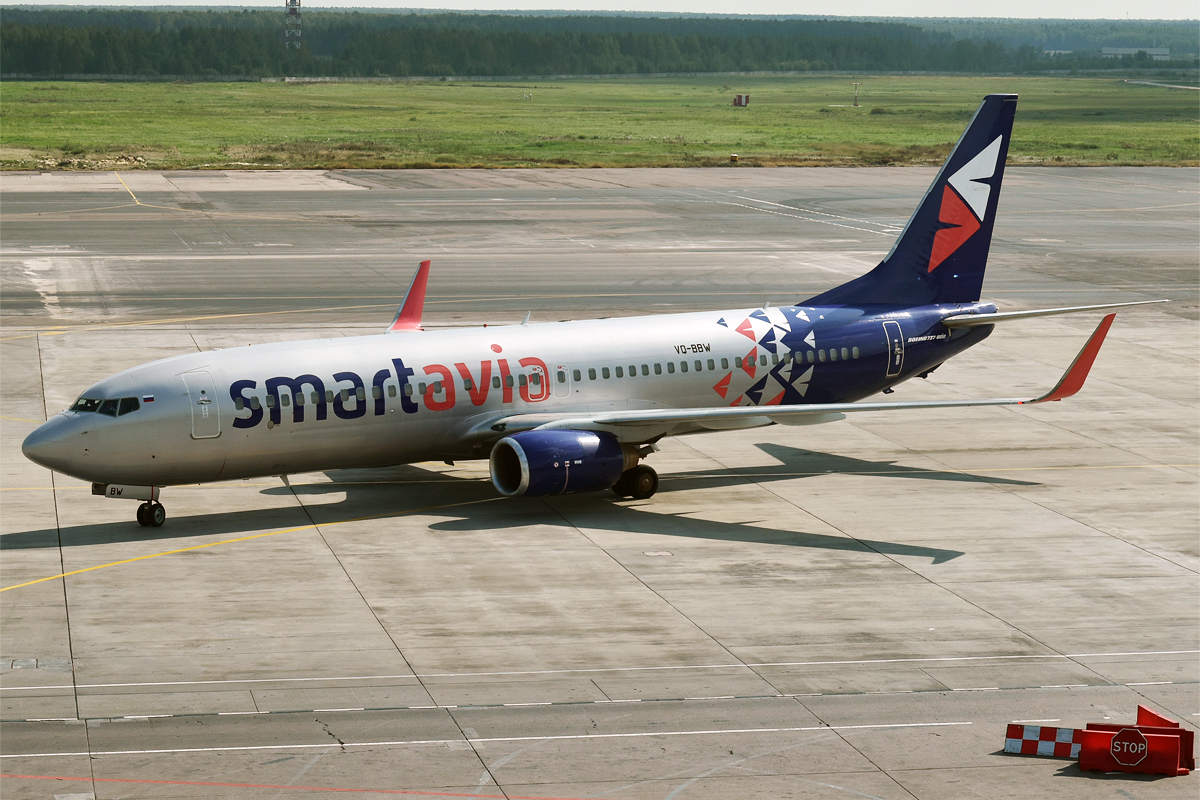
Boeing 737-86N de Smartavia, VQ-BBI

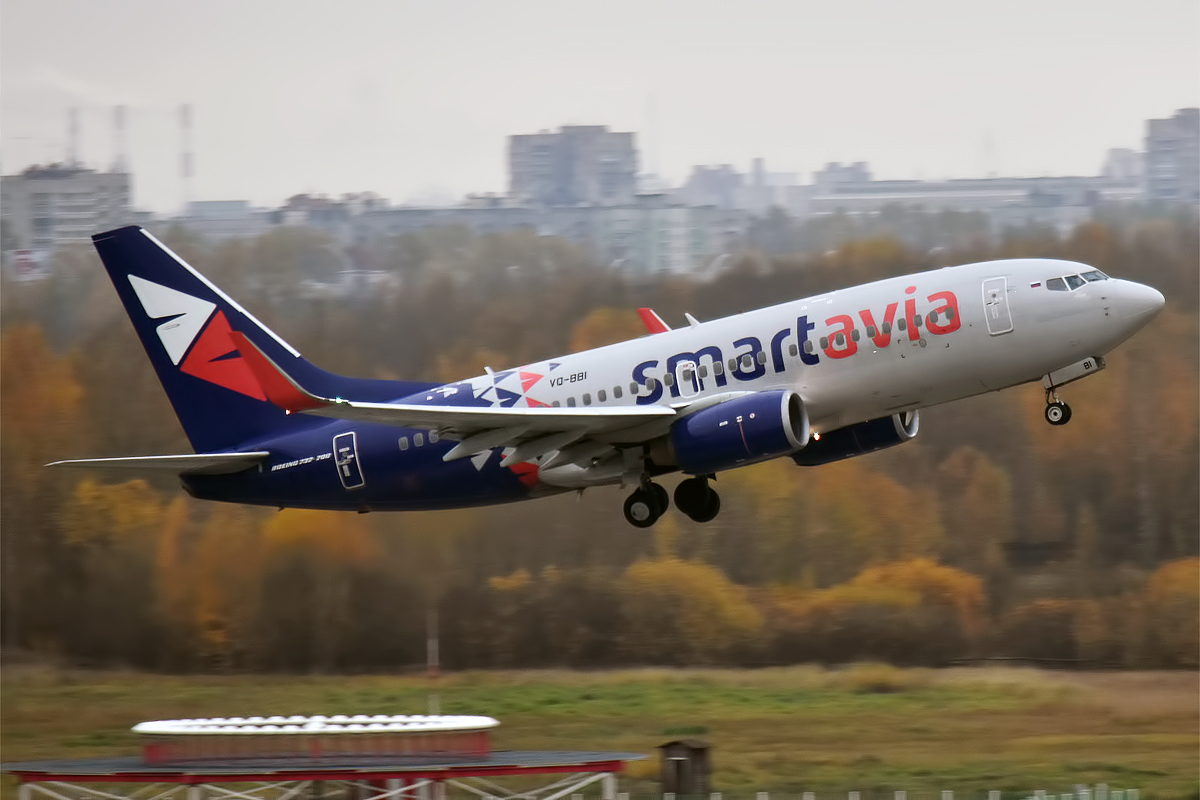
Smartavia, VQ-BBI, Boeing 737-752

## Destinations
La compagnie propose 35 destinations dont: Anapa, Arkhangelsk, Bakou, Belgorod, Vladikavkaz, Volgograd, Guelendjik, Iekaterinbourg, Erevan, Ivanovo, Kazan, Kaliningrad, Krasnodar, Krasnoïarsk, Makhatchkala, Mineralnye Vody, Moscou, Mourmansk, Narian-Mar, Nijni Novgorod, Novossibirsk, Omsk, Orenbourg, Perm, Rostov-sur-le-don, Samara, Saint-Pétersbourg, Saratov, Simferopol, Sotchi, Syktyvkar, Tioumen, Oulan-Oudé, Oufa et Tcheliabinsk.